# منتخب بابوا غينيا الجديدة تحت 23 سنة لكرة القدم
منتخب بابوا غينيا الجديدة تحت 23 سنة لكرة القدم (بالإنجليزية: Papua New Guinea national under-23 football team)‏ هو ممثل بابوا غينيا الجديدة الرسمي في المنافسات الدولية في كرة القدم في فئة كرة قدم تحت 23 سنة للرجال، يديريه اتحاد بابوا غينيا الجديدة لكرة القدم. تأسس في 1992.